# Engoulevent à balanciers
Caprimulgus longipennis
Espèce
Synonymes
- Macrodipteryx longipennis (Shaw, 1796)

Statut de conservation UICN

 LC  : Préoccupation mineure
L'Engoulevent à balanciers (Caprimulgus longipennis, anciennement Macrodipteryx longipennis) est une espèce d'oiseaux de la famille des Caprimulgidae.

## Description brève
Il a la coloration générale roussâtre à brunâtre avec du gris, et le mâle, en période reproductive, possède deux extensions caractéristiques sur les primaires de ses ailes, formant des balanciers terminés par une palette noire.

## Répartition et habitat
Cette espèce vit en Afrique, du Sénégal à l'Éthiopie. Il habite les milieux ouverts boisés, tels que des savanes, mosaïques forêt-savane, plaine arborées, forêt clairsemée, bordures côtières forestières, etc.

## Systématique
L'Engoulevent à balanciers était classé jusqu'en 2007 dans le genre Macrodipteryx, avec l'Engoulevent porte-étendard. Des études moléculaires ont montré que ce genre était niché au sein du genre Caprimulgus, avec lequel il a de fait été synonymisé,.